# Patti Scialfa
Vivienne Patricia "Patti" Scialfa (født 29. juli 1953) er en amerikansk singer-songwriter og guitarist. Hun er gift med Bruce Springsteen, og sammen har de tre børn.